# 중산현

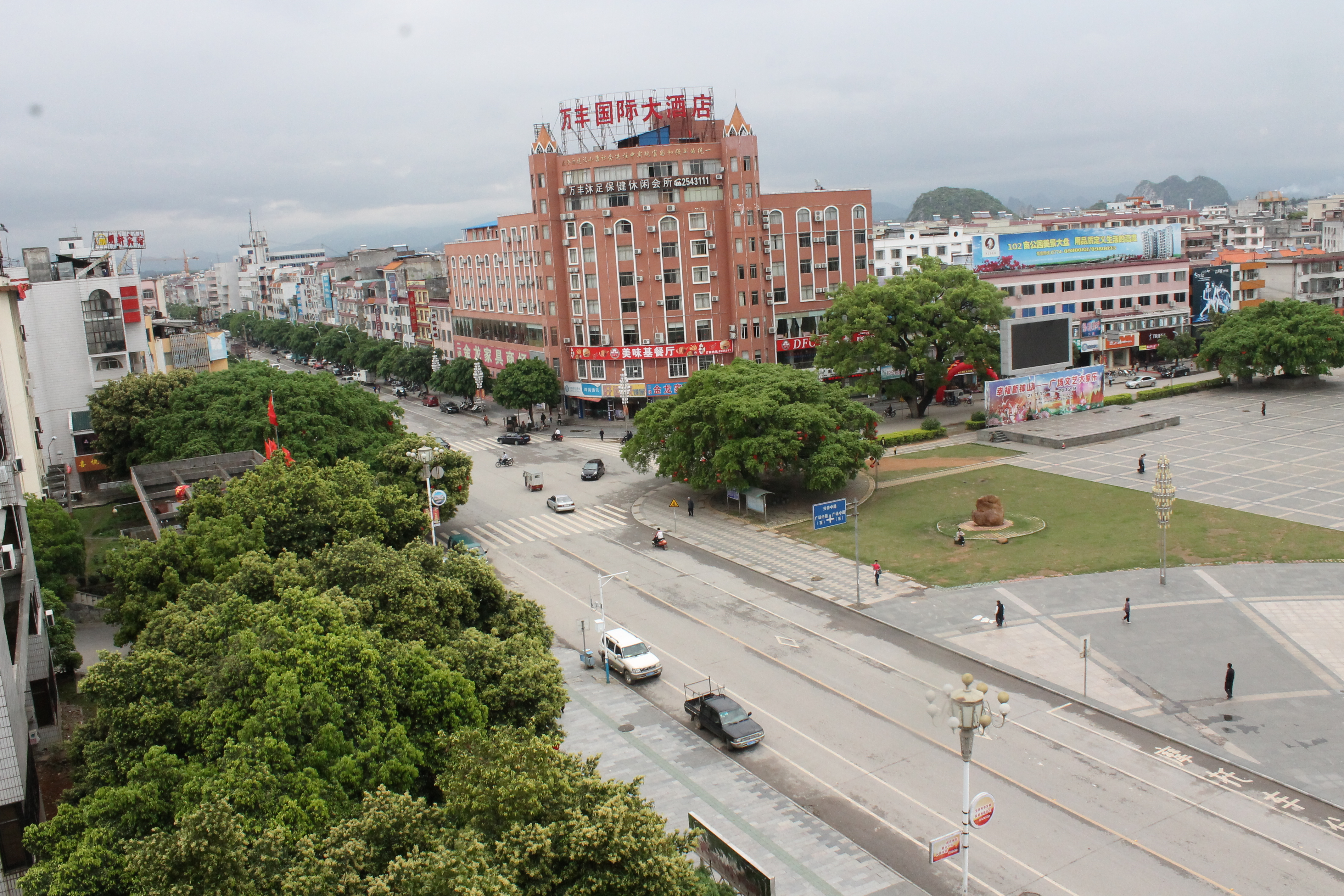

중산현(한국어: 종산현, 중국어: 钟山县, 병음: Zhōngshān Xiàn, 좡어: Cunghsanh) 은 중국 광시 좡족 자치구 허저우 시의 현급 행정구역이다. 넓이는 1675km2이고, 인구는 2007년 기준으로 490,000명이다.

## 행정 구역
14개 진, 2개 민족향을 관할한다.
- 진: 钟山镇, 城厢镇, 望高镇, 羊头镇, 回龙镇, 石龙镇, 凤翔镇, 珊瑚镇, 同古镇, 公安镇, 英家镇, 清塘镇, 燕塘镇, 红花镇.
- 민족향: 花山瑶族乡, 两安瑶族乡.